# وره نو
وره نو یک روستا در بخش مرکزی شهرستان اردبیل است که در دهستان بالغلو واقع شده‌است. وره نو ۱۹ نفر جمعیت دارد.